# مورک (شهر اتریش)
مورک (به آلمانی: Mureck) یک شهر در اتریش است که در زودوست‌اشتایرمارک واقع شده‌است. مورک ۳۸٫۷۲ کیلومتر مربع مساحت دارد ۲۳۷ متر بالاتر از سطح دریا واقع شده‌است.

## خواهرخوانده
شهرهای و Lenauheim و Lenauheim خواهرخوانده‌های مورک (شهر اتریش) هستند.